# 白崖子沟遗址
白崖子沟遗址，位于中国青海省民和县前河乡下甘家村，为第四批青海省文物保护单位，公布日期为1986年5月27日，类型为古遗址。
白崖子沟遗址的历史年代为庙底沟类型、半山类型。